# Cypripedieae
De Cypripedieae vormen een tribus (geslachtengroep) van de Cypripedioideae, een onderfamilie van de orchideeënfamilie (Orchidaceae)
De tribus bevat twee subtribi met elk één geslacht, met in totaal 120 soorten.
De tribus telt één Europese soort, het vrouwenschoentje (Cypripedium calceolus).

## Systematiek
- Subtribus: Cypripediinae
  - Geslachten:
    - Cypripedium
- Subtribus: Paphiopedilinae
  - Geslachten:
    - Paphiopedilum